# Arctostaphylos auriculata
Arctostaphylos auriculata es una especie del género Arctostaphylos endémica de California, y limitada a la zona que rodea el Monte Diablo en el condado de Contra Costa.

## Descripción
Arctostaphylos auriculata es un arbusto leñoso que alcanza un tamaño de 1-4,5 m de altura con tallos retorcidos cubiertos de pelo blanco. Las hojas son plateadas, se superponen y tienen bases profundamente lobuladas. Florece densamente en febrero a mayo con flores de color blanco. La fruta también es peluda y pequeña (10.5 mm). No tiene reproducción basal y para la regeneración se debe propagar por semilla.

## Distribución
Crece en chaparral en suelo de arenisca, hasta una altitud de 150 a 650 metros, la espesa maleza del monte Diablo Manzanita es acompañado a menudo por el roble venenoso o Vitis californica.

## Taxonomía
Arctostaphylos auriculata fue descrito por Alice Eastwood y publicado en Bulletin of the Torrey Botanical Club 32(4): 202–203. 1905.
Etimología
Arctostaphylos: nombre genérico que deriva de las palabras griegas arktos =  "oso", y staphule = "racimo de uvas", en referencia al nombre común de las especies conocidas  y tal vez también en alusión a los osos que se alimentan de los frutos de uva.
auriculata: epíteto latíno que significa "los lóbulos basales como una oreja"
Sinonimia
- Arctostaphylos andersonii var. auriculata (Eastw.) Jeps.
- Uva-ursi auriculata (Eastw.) Abrams[4]